# ريبيكا إف كوانغ
ريبيكا كوانغ هي كاتبة أمريكية شابة ولدت عام 1996. بدأت مسيرتها في الكتابة بنشر روايتها الأولى "حرب الخشخاش" عام 2018. بعدها، كتبت جزئين آخرين لتكمل القصة: "جمهورية التنين" في 2019 و"الإله المحترق" في 2020، في عام 2022، نشرت رواية جديدة اسمها "بابل"، وفي 2023 أصدرت رواية ساخرة بعنوان "Yellowface"، درست ريبيكا في جامعة جورج تاون وحصلت على شهادة في الاقتصاد الدولي، كما درست الثقافة الصينية في جامعتي كامبريدج وأكسفورد. الآن، هي تدرس للحصول على أعلى شهادة علمية (الدكتوراه) في جامعة ييل.
حققت ريبيكا كوانغ نجاحاً كبيراً في عالم الكتابة وحصلت على جوائز مهمة. من أبرز إنجازاتها أن روايتها "بابل" وصلت إلى المركز الأول في قائمة أكثر الكتب مبيعاً في جريدة نيويورك تايمز.
فازت "بابل" بجائزتين مهمتين في عام 2022: جائزة بلاكويل للرواية وجائزة نيبولا لأفضل رواية.
كما حصلت كوانغ على جوائز أخرى تقديراً لموهبتها في الكتابة مثل:
- جائزة كومبتون كروك
- جائزة كروفورد
- جائزة أستوندنج لأفضل كاتب جديد في 2020
وعن روايتها الأولى "حرب الخشخاش"، وصلت إلى القائمة النهائية لعدة جوائز مهمة منها: جائزة نيبولا، جائزة لوكس، جائزة ورلد فانتسي، جائزة كيتشيز، وجوائز الخيال البريطاني.

## الحياة المبكرة والتعليم
ولدت ريبيكا كوانغ في مدينة قوانغتشو الصينية في 29 مايو 1996. عندما كان عمرها 4 سنوات، هاجرت مع عائلتها إلى الولايات المتحدة الأمريكية.
جذور عائلتها تمتد في مناطق مختلفة من الصين:
- والدها نشأ في مدينة لييانغ في مقاطعة هونان
- والدتها نشأت في مقاطعة هاينان
عائلتها عاشت أحداثاً تاريخية مهمة في الصين:
- جدها من جهة أمها كان محارباً مع القائد تشيانج كاي شيك
- عائلة والدها عاشت فترة الاحتلال الياباني لمنطقة هونان
نشأت ريبيكا في مدينة دالاس في ولاية تكساس الأمريكية. درست في مدرسة جرينهيل وتخرجت منها عام 2013.
بعدها، التحقت بجامعة جورج تاون لدراسة التاريخ. خلال دراستها الجامعية، برزت في المناظرات وانضمت لفريق المناظرة المشهور في الجامعة بعد فوزها في بطولة الأبطال.
وهي في سن 19 عاماً، بدأت كتابة روايتها الأولى "حرب الخشخاش" خلال سنة قضتها في الصين، حيث عملت هناك كمدربة للمناظرة. تم نشر الكتاب قبل أن تبلغ 22 عاماً.
لتطوير مهاراتها في الكتابة، شاركت في:
- ورشة عمل كتابة الأوديسة عام 2016
- ورشة عمل كتابة الرواية CSSF عام 2017
تخرجت من كلية الخدمة الخارجية في جامعة جورج تاون في يونيو 2018. بعد تخرجها مباشرة، قضت الصيف في تدريب خاص بالمناظرة في ولاية كولورادو.  
ابعد تخرجها من الجامعة، حصلت ريبيكا على منحة مارشال المرموقة عام 2018. هذه المنحة مكنتها من الدراسة في كلية ماجدالين في جامعة كامبريدج، حيث درست وحصلت على درجة الماجستير في الدراسات الصينية.
واصلت دراستها في بريطانيا، حيث انتقلت إلى جامعة أكسفورد في السنة التالية. هناك حصلت على درجة ماجستير أخرى، هذه المرة في الدراسات الصينية المعاصرة.
في خريف 2020، عادت إلى الولايات المتحدة لتواصل تعليمها العالي. التحقت بجامعة ييل لدراسة الدكتوراه في تخصص اللغات والآداب في شرق آسيا.

## الأعمال الأدبية
في عام 2018، بدأت رحلة ريبيكا كوانغ في عالم الأدب عندما نشرت روايتها الأولى "حرب الخشخاش" عن طريق دار النشر الشهيرة هاربر فوييجر. هذه الرواية، المستوحاة من التاريخ العسكري الصيني، كانت بداية لثلاثية ستترك بصمة في عالم الأدب.
لم يمر وقت طويل حتى بدأت الأصداء الإيجابية تتوالى. احتفى النقاد بالرواية، وقدمت مجلة Publishers Weekly المرموقة وصفاً دقيقاً لها حين اعتبرتها "بداية قوية ومؤثرة" في مسيرة الكاتبة الشابة. وزاد بريق نجاح الرواية حين قررت مجلة تايم في أكتوبر 2020 أن تضع الجزأين الأول والثاني من الثلاثية في قائمتها المميزة لأفضل 100 رواية خيالية على مر العصور.
وفي ديسمبر من نفس العام، جاء التتويج الأكبر حين رأت شركة Starlight Media، وهي شركة أمريكية تابعة لمجموعة صينية، أن هذا العمل يستحق أن يتحول إلى عمل درامي، فاشترت حقوق تحويل الثلاثية بأكملها إلى مسلسل تلفزيوني.
ففي عام 2020، أضافت ريبيكا كوانغ عملاً جديداً إلى مسيرتها الأدبية، لكن هذه المرة في عالم مختلف تماماً. فقد كتبت قصة قصيرة تدور أحداثها في عالم حرب النجوم الشهير، وأطلقت عليها اسم "ضد كل الصعاب". 
تدور أحداث القصة حول شخصية تدعى داك رالتر، وهو أحد المدافعين عن تحالف المتمردين على كوكب هوث الجليدي. نُشرت هذه القصة في كتاب خاص يحمل عنوان "من وجهة نظر معينة"، وهو مجموعة تضم 40 قصة احتفالاً بمرور 40 عاماً على إصدار فيلم "الإمبراطورية تضرب من جديد" الشهير.

### ثلاثية حرب الخشخاش
قررت شركتا ستارلايت ميديا و SA Inc، اللتان يمتلكهما رجل الأعمال بيتر لوو، تحويل روايات "حرب الخشخاش" الثلاث إلى مسلسل سيُعرض على التلفاز.

#### حرب الخشخاش
هذه الرواية هي قصة خيالية، لكنها تحمل طابعاً قاتماً وجدياً. استوحت ريبيكا كوانغ أحداثها من تاريخ الصين في منتصف القرن العشرين، وخاصة من فترة الحرب بين الصين واليابان (الحرب الصينية اليابانية الثانية). كما استلهمت أجواء روايتها من فترة حكم أسرة سونغ في التاريخ الصيني القديم.
لقى هذا المزج بين الخيال والتاريخ استحساناً كبيراً، حتى أن الرواية وصلت إلى القائمة النهائية لجائزة الخيال العالمي عام 2019 في فئة أفضل رواية.

#### جمهورية التنين
قالب:Locus Award Best Fantasy Novelصدرت رواية "جمهورية التنين" في 2019، وهي الجزء الثاني بعد رواية "حرب الخشخاش". في هذا الجزء، بدأت مملكة نيكان تتفكك بسبب المشاكل الداخلية وعودة أعدائها القدامى.
وقد أشاد النقاد بالكاتبة كوانج. فقال أحد المراجعين إنها ماهرة في وصف المشاعر القوية، وتقدم نظرة عميقة عن الحرب وكيف يحاول الناس النجاة منها.
كما وصفت مجلة متخصصة الكتاب بأنه قصة حربية خيالية مميزة ومختلفة عن غيرها، وأن الكاتبة أضافت لمسة خاصة جعلت الأحداث تلمع وتبرز بشكل جميل.

#### الإله المحترق
قالب:Nebula Award Best Novelصدر كتاب "الإله المحترق" عام 2020، وهو الجزء الأخير من سلسلة "حروب الخشخاش" والذي يأتي بعد "جمهورية التنين". 
في هذا الجزء، نجد البطلة رين تحارب ضد القوى التي دمرت وطنها وجرته إلى حرب داخلية. 
وقد أثنى النقاد على هذا الكتاب الختامي. فقد قال أحدهم إن هذا العمل يظهر كيف تطورت مهارات الكاتبة ريبيكا كوانج في الكتابة، وأنه ختام يليق بهذه السلسلة الطموحة.
كما وصف ناقد آخر نهاية السلسلة بأنها مقنعة ومرضية، حتى وإن لم تكن سعيدة.

### بابل
في مايو 2021، أعلنت الكاتبة كوانغ عن روايتها الجديدة "بابل، أو ضرورة العنف: تاريخ غامض لثورة المترجمين في أكسفورد". وصدر الكتاب في أغسطس 2022 عن دار نشر هاربر فوييجر. تدور أحداث الرواية في إنجلترا خلال الثلاثينيات من القرن التاسع عشر.
حقق الكتاب نجاحاً سريعاً في البداية، حيث وصل إلى المرتبة الأولى في قائمة نيويورك تايمز للكتب الأكثر مبيعاً في الأسبوع الثاني من سبتمبر 2022. لكن هذا النجاح لم يدم طويلاً، إذ تراجع إلى المركز التاسع في الأسبوع التالي، ثم خرج من القائمة نهائياً مع نهاية الشهر.
وفي عام 2023، تم استبعاد "بابل" من قائمة المرشحين لجائزة هوغو، وكذلك تم استبعاد رواية "الأرملة الحديدية" للكاتبة شييران جاي تشاو. أقيم حفل الجوائز في مدينة تشنغدو الصينية، وكشفت رسائل إلكترونية مسربة لاحقاً أن أحد المسؤولين نصح باستبعاد الكتب التي قد تثير الجدل في الصين.

### الوجه الأصفر
في أكتوبر 2021، أعلنت كوانغ عن روايتها الجديدة "يلوفيس" التي نُشرت في عام 2023. 
تحكي الرواية قصة كاتبة بيضاء تجد مخطوطة غير منشورة لكاتبة أمريكية من أصل آسيوي توفيت في ظروف غريبة. تقرر الكاتبة البيضاء أن تنشر هذه المخطوطة باسمها.
اختارت كوانغ عنوان "يلوفيس" بمعنى "الوجه الأصفر" للإشارة إلى ظاهرة قديمة في السينما، حيث كان يتم اختيار ممثلين بيض لتمثيل شخصيات آسيوية. وهذا يشبه ظاهرة "بلاك فيس" حيث كان الممثلون البيض يضعون مكياجاً ليظهروا كشخصيات سوداء.
هذه الرواية مختلفة عن أعمال كوانغ السابقة، فهي أول محاولة لها في الأدب الواقعي. وقد وصفت كوانغ نفسها روايتها في قسم الشكر بأنها "قصة رعب عن الشعور بالوحدة في عالم شديد التنافس".
حقق كتاب "يلوفيس" نجاحاً جيداً عند صدوره. في نهاية مايو 2023، وصل إلى المركز الثامن في قائمة لوس أنجلوس تايمز للكتب الأكثر مبيعاً. وفي بداية يونيو، ارتفع ليصل إلى المركز الخامس في قائمة نيويورك تايمز.
وقد نال الكتاب إعجاب النقاد. فقد وصفه أحد المراجعين في إذاعة NPR بأنه رواية متقنة ومثيرة وسريعة الأحداث. وقال إنها تكشف خفايا عالم النشر عندما يكون الكاتب مستعداً لفعل أي شيء من أجل الشهرة.
كما كتبت الكاتبة المعروفة أمل المختار في صحيفة نيويورك تايمز أن الرواية سريعة وتجذب القارئ. ووصفتها بأنها مزيج مثير من السخرية الأدبية التي تمتع القارئ وتزعجه في نفس الوقت.

### أفضل روايات الخيال العلمي والفانتازيا الأمريكية لعام 2023
شاركت كوانغ في عام 2023 في تحرير كتاب مهم يجمع أفضل قصص الخيال العلمي والخيال في أمريكا. عملت جنباً إلى جنب مع المحرر المعروف جون جوزيف آدامز.
صدر الكتاب في أكتوبر 2023، وكانت مهمتها اختيار القصص القصيرة التي ستنشر فيه. ضم الكتاب مجموعة متنوعة من الكتّاب الموهوبين، منهم:
- صوفيا سماتار
- كريستينا تن
- أليكس هارو
- ستيفن جراهام جونز
- إيزابيل كاناس
- ليندا راكيل نيفيس بيريز
- ناثان بالينجرود
- ثيودورا جوس
- ماريا دونج
- كيه تي بريسكي
وغيرهم من الكتّاب المتميزين في مجال الخيال العلمي والخيال.

### كاتاباسيس
في فبراير 2023، كشفت كوانغ عن روايتها السادسة التي كانت تكتبها أثناء دراستها للدكتوراه في جامعة ييل. الرواية تدور حول طالبي دكتوراه يملكان قوى سحرية، ويقرران السفر إلى الجحيم لسبب غريب - إنقاذ روح أستاذهما المشرف حتى يتمكن من كتابة خطابات التوصية لهما للحصول على وظائف!
وصفت كوانغ هذه الرواية في صحيفة الجارديان بأنها "أدب هراء" أو أدب غير جاد. وعندما تحدثت عن الكتاب في نوفمبر 2023 في مسرح براتل قرب جامعة هارفارد، قالت إن الفكرة بدأت كقصة مضحكة وخفيفة تسخر من فكرة أن "الحياة الأكاديمية تشبه الجحيم". لكن أثناء الكتابة، اكتشفت أن هذا التشبيه قد يكون أقرب إلى الحقيقة مما كانت تظن!

### العناوين المستقبلية
في أبريل 2023، أعلنت كوانغ خبراً جديداً - وقعت عقداً مع دار نشر هاربر كولينز لنشر كتابين جديدين. هذان الكتابان مختلفان تماماً - أحدهما رواية تاريخية والآخر رواية خيالية. وأوضحت أن هذين الكتابين منفصلان عن سلسلتها المعروفة باسم "كاتاباسيس".

## الجوائز والأوسمة
في عام 2018، حصلت رواية "حرب الخشخاش" على تقدير مهم، حيث اختارتها مكتبة بارنز أند نوبل الشهيرة كواحدة من أفضل روايات الخيال العلمي والخيال لذلك العام.
حقق كتاب "بابل، أو ضرورة العنف" نجاحاً كبيراً في عام 2022، حيث حصل على إشادات من جهات مهمة كثيرة.
فقد اختارته مجلة كيركس ريفيوز وصحيفة واشنطن بوست كواحد من أفضل كتب الخيال العلمي والخيال في ذلك العام.
وحصل الكتاب على تقدير أكبر من جهات أخرى مثل أمازون، وإذاعة NPR، ومكتبة بارنز أند نوبل، حيث اختاروه كواحد من أفضل كتب العام بشكل عام، وليس فقط في مجال الخيال العلمي.
في عام 2023، حققت كوانغ إنجازاً مهماً في مسيرتها، حيث تم اختيارها ضمن قائمة "تايم 100 نكست"، وهي قائمة مرموقة تصدرها مجلة تايم لتسليط الضوء على المواهب الصاعدة والشخصيات المؤثرة.

## فهرس

### سلسلة حرب الخشخاش
- حرب الخشخاش (مايو 2018)(ردمك 978-0062662569)
- جمهورية التنين (أغسطس 2019)،(ردمك 978-0062662637)
- الإله المحترق (نوفمبر 2020)،(ردمك 978-0062662620)
- الإيمان الغارق (نوفمبر 2020)، مجموعة من القصص القصيرة المجانية تدور أحداثها في ثلاثية حرب الخشخاش [11]

### روايات اخرى
- بابل، أو ضرورة العنف : تاريخ غامض لثورة المترجمين في أكسفورد (أغسطس 2022)،(ردمك 978-0063021440) [12]
- الوجه الأصفر (مايو 2023)،(ردمك 978-0063250833) [13]
- كاتاباسيس (أغسطس 2025)،(ردمك 978-0063021471)

### قصص قصيرة
- "نهر المنحنيات التسعة" في مختارات كتاب التنانين (يوليو 2020)؛ تحرير جوناثان ستراهان(ردمك 978-0062877161) ( قصة قرأها ليفار بيرتون عبر LeVar Burton Reads )
- "ضد كل الصعاب" في مختارات من وجهة نظر معينة: 40 قصة تحتفل بمرور 40 عامًا على صدور كتاب الإمبراطورية ترد الضربة (نوفمبر 2020)(ردمك 978-0593157749)

### غير روائي
- "كيفية التحدث مع الأشباح" في العدد الحادي والعشرين من مجلة Uncanny (6 مارس 2018) [14]

- Tolkien Symposium 2020: Video Recording and Resource List. Pembroke College. 24 مايو 2020. مؤرشف من الأصل في 2024-12-05 – عبر يوتيوب. (includes reading list of topics mentioned in the symposium)
- R.F. Kuang Lecture "The Poppy War in Context: Asian American Speculative Fiction". جامعة مانيتوبا. 28 أكتوبر 2020. مؤرشف من الأصل في 2024-11-28 – عبر يوتيوب.
- R.F. Kuang Lecture Recording. Pembroke College. 23 مايو 2022. مؤرشف من الأصل في 2024-12-05 – عبر يوتيوب.
- Fantasy Worlds: A Day of Talks - Rebecca F Kuang in conversation. المكتبة البريطانية. 26 يوليو 2024. مؤرشف من الأصل في 2024-11-28 – عبر يوتيوب.

## روابط خارجية
- الموقع الرسمي
- kuangrfعلى تويتر.
- ريبيكا إف كوانغ  على قاعدة بيانات الخيال التأملي على الإنترنت
- "R.F. Kuang Awards". Science Fiction Awards Database. Mark R. Kelly and the Locus Science Fiction Foundation.
- (transcript)